# Charles Coburn

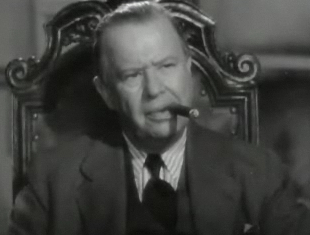
Charles Coburn ve filmu Cesta do Singapuru

Charles Douville Coburn (19. června 1877 Macon – 30. srpna 1961 New York) byl americký herec, který byl třikrát nominován na Oscara za nejlepší mužský herecký výkon ve vedlejší roli – ve filmech Ďábel a slečna Jonesová (1941), Čím dál tím víc (1943) a Zelená léta (1946), přičemž zvítězil za výkon ve filmu Čím dál tím víc. Za svůj přínos filmovému průmyslu byl v roce 1960 poctěn hvězdou na Hollywoodském chodníku slávy.

## Biografie
Charles Coburn se narodil 19. června 1877 v Maconu ve státě Georgie jako syn skotsko-irských Američanů Emmy Louise Sprigman (11. května 1838 Springfield, Ohio – 12. listopadu 1896 Savannah, Georgia) a Mosese Douvilla Coburna (27. dubna 1834 Savannah, Georgia – 27. prosince 1902 Savannah, Georgia). Vyrůstal v Savannah a ve čtrnácti letech začal vykonávat příležitostné práce v místním divadle Savannah Theater, rozdával programy, dělal uvaděče nebo vrátného. V 17 nebo 18 letech se stal ředitelem divadla. Později se stal hercem a v roce 1901 debutoval na Broadwayi. V roce 1905 Coburn založil hereckou společnost s herečkou Ivah Willsovou, v roce 1906 se vzali. Kromě vedení společnosti manželé často vystupovali na Broadwayi.
Po smrti své ženy v roce 1937 se Coburn přestěhoval do Los Angeles v Kalifornii a začal pracovat u filmu. Za roli milionáře na penzi, který si hraje na Amora, ve filmu Čím dál tím veselejší v roce 1943 získal Oscara za nejlepší vedlejší roli. Nominován byl také za filmy Ďábel a slečna Jonesová v roce 1941 a Zelená léta v roce 1946. Z dalších významných filmů – O lidských srdcích (1938), Dáma Eva (1941), Královská řada (1942), Neustálá nymfa (1943), Nebe může počkat (1943), Wilson (1944), Dopad (1949), Případ Paradine (1947), Všichni to dělají (1950), Viděl někdo mou holku? (1952), Omlazovací prostředek (1952), Páni mají radši blondýnky (1953) a John Paul Jones (1959). Obvykle hrál komediální role, ale jeho role ve filmech Kings Row a Wilson ukázaly jeho dramatickou všestrannost.
Za svůj přínos filmovému umění byl Coburn v roce 1960 poctěn hvězdou na Hollywoodském chodníku slávy na adrese 6268 Hollywood Boulevard.